# Sony Dwi Kuncoro
Sony Dwi Kuncoro (n. 7 iulie 1984, Surabaya, Provincia Java de Est, Indonezia) este un jucător de badminton ce a reprezentat Indonezia, medaliat olimpic. A participat la 2 ediții ale Jocurilor Olimpice (2004, 2008) în care a câștigat o medalie de bronz.